# Cua de rata (peix)
La cua de rata (Hymenocephalus italicus) és una espècie de peix de la família dels macrúrids i de l'ordre dels gadiformes.

## Morfologia
Els mascles poden assolir 25 cm de llargària total.

## Ecologia
És un peix bentopelàgic i marí d'aigües subtropicals que viu entre 100-1.400 m de fondària.
Es troba des de Portugal fins a Angola (incloent-hi la Mar Mediterrània) i des de l'Estret de Florida fins al nord del Brasil (incloent-hi el Golf de Mèxic i el Carib). També és present al Golf d'Aden, Zanzíbar i les Maldives.
Menja principalment copèpodes pelàgics i, també i en ordre decreixent, eufausiacis, amfípodes, gambes, ostracodes, Cumacea i peixets.

Als Estats Units és depredat per Merluccius albidus. Pot arribar a viure 9 anys.